# Cal Masover Nou
Cal Masover Nou és una masia de l'Hospitalet de Llobregat (Barcelonès) protegida com a bé cultural d'interès local.

## Descripció
És una masia amb dues plantes i golfes, la seva coberta és de teules a dues vessants i el carener perpendicular a la façana principal. Totes les finestres són amb llindes excepte les de les golfes que són tres finestres d'arc de mig punt. A la llinda del balcó del primer pis hi ha un relleu decoratiu amb volutes.
Està abandonada i molt malmesa, amenaçant runa: té esquerdes als murs i enfonsament parcial de la teulada de sobre les golfes, finestres esbotzades...